# سورن سوایستروپ
سورن سوایستروپ (دانمارکی: Søren Sveistrup؛ زادهٔ ۷ ژانویهٔ ۱۹۶۸) فیلم‌نامه‌نویس و تهیه‌کننده تلویزیونی اهل دانمارک است.
از فیلم‌ها یا مجموعه‌های تلویزیونی که وی در آن‌ها نقش داشته است، می‌توان به جنایت، کشتن و روزی خواهد رسیداشاره نمود و مینی سریال جنایی دانمارکی به نام مرد شاه بلوطی نیز از روی کتابی از این نویسنده اقتباس شده است.